# Scaptonyx
Scaptonyx is een geslacht van zoogdieren uit de familie van de mollen (Talpidae). De wetenschappelijke naam van het geslacht werd in 1872 gepubliceerd door Henri Milne-Edwards.

## Soorten
Er worden 3 soorten in dit geslacht geplaatst:
- Scaptonyx affinis O. Thomas, 1912
- Scaptonyx fusicauda Milne-Edwards, 1872
- Scaptonyx wangi Song Wenyu & Jiang Xuelong, 2025